# George Mills (atleta)
George Mills (Chelmsford, 12 de mayo de 1999) es un deportista británico que compite en atletismo, especialista en las carreras de fondo.
Ganó una medalla de bronce en el Campeonato Europeo de Atletismo de 2024 y una medalla de plata en el Campeonato Europeo de Atletismo en Pista Cubierta de 2025.
Estudió Ciencia del Deporte y del Ejercicio en la Universidad de Brighton.

## Palmarés internacional
| Campeonato Europeo                   | Campeonato Europeo       | Campeonato Europeo | Campeonato Europeo |
| Año                                  | Lugar                    | Medalla            | Prueba             |
| ------------------------------------ | ------------------------ | ------------------ | ------------------ |
| 2024                                 | Roma (Italia)            | Medalla de plata   | 5000 m             |
| Campeonato Europeo en Pista Cubierta |                          |                    |                    |
| Año                                  | Lugar                    | Medalla            | Prueba             |
| 2025                                 | Apeldoorn (Países Bajos) | Medalla de plata   | 3000 m             |